# Гай Юній Сілан (консул 17 року до н. е.)
Гай Юній Сілан (лат. Gaius Iunius Silanus; близько 50 до н. е. — бл. 16 до н. е.) — політичний діяч часів ранньої Римської імперії, консул 17 року до н. е.

## Життєпис
Походив з нобілів Юніїв Сіланів. Молодший син Марка Юнія Сілана, претора 77 року до н. е., та Семпронії. Про його діяльність замало відомостей.
Не брав участі у боротьбі Октавіана Августа з Марком Антонієм. Утім, зрештою став на бік першого, що йому забезпечило проходження усіх щаблів політичної кар'єри, але роки обіймання посад невідомі. У 17 році до н. е. обрано консулом разом з Гаєм Фурнієм. Був співорганізатором з Октавіаном Августом Столітніх ігор, що тривали 3 дні. Про подальшу долю після каденції нічого невідомо.

## Родина
Дружина — Аппія Клавдія, ймовірно донька Аппія Клавдія Пульхра, консула 38 року до н. е.
Діти:
- Юнія Торквата (27 рік до н. е. — 55 рік н. е.), велика весталка
- Гай Юлій Сілан (24 рік до н. е. — після 22 року н. е.), консул 10 року
- Марк Юній Сілан (19 рік до н. е.— 38 рік н. е.), консул 15 року
- Децим Юній Сілан (22 до н. е. — після 39)